# Parma Calcio 1913 2022-2023
Questa voce raccoglie le informazioni riguardanti il Parma Calcio 1913 nelle competizioni ufficiali della stagione 2022-2023.

## Stagione
Nella stagione 2022-2023 il Parma disputa il campionato di Serie B, raccoglie 61 punti sul campo, con il quinto posto finale, penalizzato di un punto, disputa i Play-off partendo dalla semifinale dove incrocia il Cagliari, vengono sconfitti (3-2) in Sardegna e pareggiano (0-0) al Tardini. Allenati da Fabio Pecchia i crociati ottengono 27 punti nel girone di andata e 34 nel girone di ritorno, ma si fanno sorprendere dal Cagliari nei Play-off. Discreto il percorso dei ducali in Coppa Italia nella quale superano (0-2) la Salernitana nei trentaduesimi, nei sedicesimi superano (1-0) il Bari, mentre negli ottavi sono superati (2-1) dall'Inter dopo i tempi supplementari.

## Divise e sponsor
Il fornitore tecnico per la stagione 2022-2023 è Erreà; mentre gli sponsor di maglia sono Prometeon Tyre Group (PTG), il cui marchio appare al centro delle divise, e ITCompany, sul retro sotto il numero di maglia
| Speciale ventennale terza Coppa Italia |

## Rosa
| N. |                           | Ruolo | Calciatore                  |
| -- | ------------------------- | ----- | --------------------------- |
| 1  | Italia (bandiera)         | P     | Gianluigi Buffon (capitano) |
| 3  | Venezuela (bandiera)      | D     | Yordan Osorio               |
| 4  | Ungheria (bandiera)       | D     | Botond Balogh               |
| 5  | Italia (bandiera)         | D     | Simone Romagnoli            |
| 7  | Polonia (bandiera)        | A     | Adrian Benedyczak           |
| 8  | Argentina (bandiera)      | C     | Nahuel Estévez              |
| 9  | Rep. del Congo (bandiera) | A     | Gabriel Charpentier         |
| 10 | Argentina (bandiera)      | C     | Franco Vázquez              |
| 11 | Italia (bandiera)         | A     | Gennaro Tutino              |
| 13 | Francia (bandiera)        | A     | Ange-Yoan Bonny             |
| 14 | Argentina (bandiera)      | D     | Cristian Ansaldi            |
| 15 | Italia (bandiera)         | D     | Enrico Delprato             |
| 16 | Spagna (bandiera)         | C     | Adrián Bernabé              |
| 17 | Paesi Bassi (bandiera)    | D     | Jayden Oosterwolde          |
| 17 | Italia (bandiera)         | A     | Luca Zanimacchia            |
| 19 | Svizzera (bandiera)       | C     | Simon Sohm                  |
| 20 | Francia (bandiera)        | C     | Antoine Hainaut             |

| N. |                            | Ruolo | Calciatore          |
| -- | -------------------------- | ----- | ------------------- |
| 22 | Argentina (bandiera)       | P     | Leandro Chichizola  |
| 23 | Costa d'Avorio (bandiera)  | C     | Drissa Camara       |
| 24 | Croazia (bandiera)         | C     | Stanko Jurić        |
| 25 | Belgio (bandiera)          | D     | Elias Cobbaut       |
| 26 | Francia (bandiera)         | D     | Woyo Coulibaly      |
| 28 | Romania (bandiera)         | A     | Valentin Mihăilă    |
| 29 | Rep. Dominicana (bandiera) | P     | Antonio Santurro    |
| 30 | Argentina (bandiera)       | D     | Lautaro Valenti     |
| 39 | Australia (bandiera)       | D     | Alessandro Circati  |
| 40 | Italia (bandiera)          | P     | Edoardo Corvi       |
| 44 | Italia (bandiera)          | P     | Francesco Borriello |
| 45 | Italia (bandiera)          | A     | Roberto Inglese     |
| 47 | Grecia (bandiera)          | D     | Vasileios Zagaritīs |
| 59 | Francia (bandiera)         | C     | Nathan Buayi-Kiala  |
| 84 | Lettonia (bandiera)        | A     | Dario Šits          |
| 98 | Romania (bandiera)         | A     | Dennis Man          |

## Calciomercato

### Sessione estiva(dall'1/7 all'1/9)
| Acquisti         | Acquisti             | Acquisti            | Acquisti               |
| R.               | Nome                 | da                  | Modalità               |
| ---------------- | -------------------- | ------------------- | ---------------------- |
| P                | Leandro Chichizola   | Perugia             | definitivo             |
| P                | Edoardo Corvi        | Legnago             | fine prestito          |
| D                | Cristian Ansaldi     | Torino              | svincolato             |
| D                | Simone Romagnoli     | Empoli              | svincolato             |
| C                | Nahuel Estévez       | Crotone             | definitivo (1 mln €)   |
| C                | Antoine Hainaut      | Boulogne            | fine prestito          |
| A                | Gabriel Charpentier  | Genoa               | definitivo             |
| A                | Valentin Mihăilă     | Atalanta            | fine prestito          |
| Altre operazioni |                      |                     |                        |
| R.               | Nome                 | da                  | Modalità               |
| P                | Filippo Rinaldi      | Montevarchi         | fine prestito          |
| P                | Luigi Sepe           | Salernitana         | fine prestito          |
| D                | Peter Amoran         | Östersund           | definitivo             |
| D                | Maxime Busi          | Stade Reims         | fine prestito          |
| D                | Davide Cipolletti    | Carsko Selo         | fine prestito          |
| D                | Elias Cobbaut        | Anderlecht          | definitivo (3 mln €)   |
| D                | Enrico Delprato      | Atalanta            | definitivo (3,5 mln €) |
| D                | Matteo Lucarelli     | Carsko Selo         | fine prestito          |
| D                | Lenny Manisa         | Paris Saint-Germain | definitivo             |
| D                | Alessandro Martella  | Carsko Selo         | fine prestito          |
| D                | Jayden Oosterwolde   | Twente              | definitivo (3 mln €)   |
| D                | Giuseppe Pezzella    | Atalanta            | fine prestito          |
| D                | Giacomo Ruggeri      | Arezzo              | fine prestito          |
| C                | Gastón Brugman       | Real Oviedo         | fine prestito          |
| C                | Nathan Buayi-Kiala   | Lilla               | svincolato             |
| C                | Wylan Cyprien        | Nantes              | fine prestito          |
| C                | Alberto Grassi       | Cagliari            | fine prestito          |
| C                | Hernani              | Genoa               | fine prestito          |
| C                | Yann Karamoh         | Fatih Karagümrük    | fine prestito          |
| C                | Moussa Koné          | Pro Sesto           | fine prestito          |
| C                | Juraj Kucka          | Watford             | fine prestito          |
| C                | Stefano Palmucci     | Carsko Selo         | fine prestito          |
| A                | Andrea Adorante      | Messina             | fine prestito          |
| A                | Nicola Antognoni     | Perugia             | fine prestito          |
| A                | Gabriele Artistico   | Monterosi Tuscia    | fine prestito          |
| A                | Walid Cheddira       | Bari                | fine prestito          |
| A                | Alessio Da Cruz      | L.R. Vicenza        | fine prestito          |
| A                | Francesco Golfo      | Vibonese            | fine prestito          |
| A                | Daniele Iacoponi     | Pordenone           | fine prestito          |
| A                | Eric Lanini          | Reggiana            | fine prestito          |
| A                | Daniel Mikołajewski  | Jaguar Danzica      | definitivo             |
| A                | Paolo Napoletano     | Pescara             | fine prestito          |
| A                | Muhamed Tehe Olawale | Voluntari           | fine prestito          |
| A                | Fabian Pavone        | Turris              | fine prestito          |
| A                | Gennaro Tutino       | Napoli              | definitivo (5 mln €)   |

| Cessioni         | Cessioni             | Cessioni          | Cessioni      |
| R.               | Nome                 | a                 | Modalità      |
| ---------------- | -------------------- | ----------------- | ------------- |
| P                | Simone Colombi       | Reggina           | definitivo    |
| P                | Martin Turk          | Reggiana          | prestito      |
| D                | Filippo Costa        | Napoli            | fine prestito |
| D                | Danilo               |                   | fine carriera |
| D                | Daan Dierckx         | Genk              | prestito      |
| D                | Vincent Laurini      |                   | fine carriera |
| D                | Andrea Rispoli       | Cosenza           | svincolato    |
| C                | Francesco Cassata    | Genoa             | fine prestito |
| C                | Aliou Traoré         |                   | svincolato    |
| A                | Juan Brunetta        | Godoy Cruz        | fine prestito |
| A                | Félix Correia        | Juventus          | fine prestito |
| A                | Goran Pandev         |                   | fine carriera |
| A                | Simy                 | Salernitana       | fine prestito |
| A                | Mattia Sprocati      | Südtirol          | svincolato    |
| Altre operazioni |                      |                   |               |
| R.               | Nome                 | a                 | Modalità      |
| P                | Filippo Rinaldi      | Piacenza          | prestito      |
| P                | Alberto Rossi        | Montevarchi       | fine prestito |
| P                | Luigi Sepe           | Salernitana       | definitivo    |
| D                | Ahmed Ankrah         | Gorica            | prestito      |
| D                | Maxime Busi          | Stade Reims       | definitivo    |
| D                | Matteo Lucarelli     |                   | svincolato    |
| D                | Alessandro Martella  |                   | svincolato    |
| D                | Giuseppe Pezzella    | Lecce             | prestito      |
| D                | Giacomo Ruggeri      | Legnago           | prestito      |
| D                | Giovanni Vaglica     | Pro Sesto         | prestito      |
| C                | Gastón Brugman       | LA Galaxy         | definitivo    |
| C                | Wylan Cyprien        | Sion              | prestito      |
| C                | Matteo De Rinaldis   | Rimini            | prestito      |
| C                | Alberto Grassi       | Empoli            | prestito      |
| C                | Hernani              | Reggina           | prestito      |
| C                | Yann Karamoh         | Torino            | definitivo    |
| C                | Moussa Koné          |                   | svincolato    |
| C                | Juraj Kucka          | Slovan Bratislava | svincolato    |
| C                | Matías Mir           | Dep. Maldonado    | prestito      |
| A                | Andrea Adorante      | Triestina         | definitivo    |
| A                | Nicola Antognoni     | Imolese           | svincolato    |
| A                | Gabriele Artistico   | Gubbio            | prestito      |
| A                | Walid Cheddira       | Bari              | definitivo    |
| A                | Alessio Da Cruz      | Malines           | definitivo    |
| A                | Francesco Golfo      | AZ Picerno        | definitivo    |
| A                | Daniele Iacoponi     | Foggia            | prestito      |
| A                | Eric Lanini          | Reggiana          | prestito      |
| A                | Paolo Napoletano     | Messina           | prestito      |
| A                | Muhamed Tehe Olawale | IFK Mariehamn     | svincolato    |
| A                | Fabian Pavone        | Fidelis Andria    | prestito      |

### Operazioni tra le due sessioni
| Acquisti | Acquisti         | Acquisti | Acquisti   |
| R.       | Nome             | da       | Modalità   |
| -------- | ---------------- | -------- | ---------- |
| P        | Antonio Santurro |          | svincolato |

| Cessioni | Cessioni | Cessioni | Cessioni |
| R.       | Nome     | a        | Modalità |
| -------- | -------- | -------- | -------- |

### Sessione invernale(dal 2/1 al 31/1)
| Acquisti         | Acquisti           | Acquisti      | Acquisti      |
| R.               | Nome               | da            | Modalità      |
| ---------------- | ------------------ | ------------- | ------------- |
| A                | Luca Zanimacchia   | Cremonese     | prestito      |
| Altre operazioni |                    |               |               |
| R.               | Nome               | da            | Modalità      |
| P                | Martin Turk        | Reggiana      | fine prestito |
| A                | Gabriele Artistico | Gubbio        | fine prestito |
| A                | Marko Brekalo      | Široki Brijeg | definitivo    |
| A                | Mateusz Kowalski   | Jagiellonia   | definitivo    |

| Cessioni         | Cessioni               | Cessioni   | Cessioni   |
| R.               | Nome                   | a          | Modalità   |
| ---------------- | ---------------------- | ---------- | ---------- |
| D                | Jayden Oosterwolde     | Fenerbahçe | definitivo |
| D                | Simone Romagnoli       | Lecce      | definitivo |
| A                | Gennaro Tutino         | Palermo    | prestito   |
| Altre operazioni |                        |            |            |
| R.               | Nome                   | a          | Modalità   |
| P                | Bartłomiej Maliszewski | Lazio      | definitivo |
| P                | Martin Turk            | Sampdoria  | prestito   |
| A                | Gabriele Artistico     | Renate     | prestito   |

## Risultati

### Serie B

#### Girone di andata
| Arbitro: | Massa (Imperia) |

|                      |           |                                     |
| Man 3’ Mihăilă 45+1’ | Marcatori | 11’ (rig.) Antenucci 35’ Folorunsho |

| Perugia 20 agosto 2022, ore 20:45 CEST 2ª giornata | Perugia        | 0 – 0 referto | Parma | Stadio Renato Curi (5 543 spett.)\| Arbitro: \| Serra (Torino) \| |
| Arbitro:                                           | Serra (Torino) |               |       |                                                                   |

| Arbitro: | Perenzoni (Rovereto) |

|             |           |  |
| Inglese 29’ | Marcatori |  |

| Arbitro: | Camplone (Pescara) |

|                                        |           |                                     |
| Frendrup 16’ Hefti 42’ Coda 51’ (rig.) | Marcatori | 21’ Inglese 37’ Mihăilă 89’ Estévez |

| Arbitro: | Paterna (Teramo) |

|                          |           |                                          |
| Delprato 31’ Inglese 51’ | Marcatori | 48’ Coulibaly 67’ Donnarumma 86’ Corrado |

| Arbitro: | Prontera (Bologna) |

|             |           |                               |
| Lungoyi 79’ | Marcatori | 7’ Tutino 18’ Inglese 66’ Man |

| Arbitro: | Dionisi (L'Aquila) |

|                             |           |             |
| Tutino 45+2’ (rig.) Man 52’ | Marcatori | 81’ L. Moro |

| Pisa 8 ottobre 2022, ore 14:00 CEST 8ª giornata | Pisa                 | 0 – 0 referto | Parma | Stadio Arena Garibaldi-Romeo Anconetani (8 101 spett.)\| Arbitro: \| Pairetto (Nichelino) \| |
| Arbitro:                                        | Pairetto (Nichelino) |               |       |                                                                                              |

| Arbitro: | Fabbri (Ravenna) |

|                             |           |  |
| Oosterwolde 51’ Valenti 74’ | Marcatori |  |

| Arbitro: | Gualtieri (Asti) |

|                        |           |  |
| Nicolussi Caviglia 29’ | Marcatori |  |

| Arbitro: | Prontera (Bologna) |

|              |           |  |
| Delprato 38’ | Marcatori |  |

| Arbitro: | Maggioni (Lecco) |

|                |           |  |
| I. Marconi 57’ | Marcatori |  |

| Arbitro: | Volpi (Arezzo) |

|                                        |           |               |
| Delprato 17’ Camara 57’ Benedyczak 67’ | Marcatori | 71’ Antonucci |

| Arbitro: | Serra (Torino) |

|                    |           |                             |
| Vázquez 71’ (rig.) | Marcatori | 18’ Falcinelli 26’ Bonfanti |

| Arbitro: | Ferrieri Caputi (Livorno) |

|               |           |            |
| Pavoletti 54’ | Marcatori | 44’ Camara |

| Arbitro: | Gariglio (Pinerolo) |

|  |           |           |
|  | Marcatori | 20’ Forte |

| Arbitro: | Maggioni (Lecco) |

|  |           |                     |
|  | Marcatori | 16’ Man 90+5’ Bonny |

| Arbitro: | Massimi (Termoli) |

|  |           |           |
|  | Marcatori | 19’ Rabbi |

| Arbitro: | Minelli (Varese) |

|                            |           |                         |
| Pohjanpalo 70’ Pierini 82’ | Marcatori | 45’ (rig.), 50’ Vázquez |

#### Girone di ritorno
| Arbitro: | Baroni (Firenze) |

|                                                                |           |  |
| Balogh 5’ (aut.) Cheddira 13’ (rig.), 43’ (rig.) Salcedo 90+3’ | Marcatori |  |

| Arbitro: | Ayroldi (Molfetta) |

|                            |           |  |
| Benedyczak 12’ Vázquez 60’ | Marcatori |  |

| Arbitro: | Pezzuto (Lecce) |

|             |           |  |
| Florenzi 4’ | Marcatori |  |

| Arbitro: | Fourneau (Roma) |

|                                   |           |  |
| Benedyczak 32’ Vázquez 53’ (rig.) | Marcatori |  |

| Arbitro: | Meraviglia (Pistoia) |

|            |           |             |
| Palumbo 4’ | Marcatori | 36’ Bernabé |

| Arbitro: | Baroni (Firenze) |

|  |           |                  |
|  | Marcatori | 62’ (rig.) Gondo |

| Arbitro: | Maggioni (Lecco) |

|                                     |           |                                             |
| Caso 25’ Mulattieri 48’ L. Moro 71’ | Marcatori | 6’, 73’ Vázquez 21’ Ansaldi 35’ Zanimacchia |

| Arbitro: | Aureliano (Bologna) |

|  |           |           |
|  | Marcatori | 82’ Touré |

| Arbitro: | Irrati (Pistoia) |

|  |           |             |
|  | Marcatori | 68’ Vázquez |

| Parma 11 marzo 2023, ore 14:00 CET 29ª giornata | Parma            | 0 – 0 referto | Südtirol | Stadio Ennio Tardini (9 749 spett.)\| Arbitro: \| Zufferli (Udine) \| |
| Arbitro:                                        | Zufferli (Udine) |               |          |                                                                       |

| Arbitro: | Meraviglia (Pistoia) |

|                       |           |  |
| Cerri 5’ Arrigoni 53’ | Marcatori |  |

| Arbitro: | Massimi (Termoli) |

|                              |           |            |
| Benedyczak 32’ Coulibaly 77’ | Marcatori | 41’ Soleri |

| Arbitro: | Baroni (Firenze) |

|  |           |            |
|  | Marcatori | 21’ Camara |

| Arbitro: | Serra (Torino) |

|          |           |                |
| Diaw 14’ | Marcatori | 16’ Benedyczak |

| Arbitro: | Gariglio (Pinerolo) |

|                            |           |              |
| Vázquez 62’ (rig.) Man 77’ | Marcatori | 32’ Lapadula |

| Arbitro: | Feliciani (Teramo) |

|                        |           |                       |
| Ciano 48’ Acampora 86’ | Marcatori | 7’ Benedyczak 42’ Man |

| Arbitro: | Giua (Olbia) |

|                     |           |  |
| Benedyczak 11’, 17’ | Marcatori |  |

| Arbitro: | Irrati (Pistoia) |

|  |           |                    |
|  | Marcatori | 75’ (rig.) Vázquez |

| Arbitro: | Sacchi (Macerata) |

|                               |           |                |
| Vázquez 12’ (rig.) Camara 78’ | Marcatori | 44’ Pohjanpalo |

#### Play-off
| Arbitro: | Colombo (Como) |

|                                      |           |                         |
| Luvumbo 68’, 89’ Lapadula 85’ (rig.) | Marcatori | 10’ Benedyczak 26’ Sohm |

| Parma 3 giugno 2023, ore 20:30 CEST Semifinale - Ritorno | Parma          | 0 – 0 referto | Cagliari | Stadio Ennio Tardini (17 437 spett.)\| Arbitro: \| Orsato (Schio) \| |
| Arbitro:                                                 | Orsato (Schio) |               |          |                                                                      |

### Coppa Italia
| Arbitro: | Pezzuto (Lecce) |

|  |           |                        |
|  | Marcatori | 59’ Camara 73’ Mihăilă |

| Arbitro: | Serra (Torino) |

|                |           |  |
| Benedyczak 29’ | Marcatori |  |

| Arbitro: | Prontera (Bologna) |

|                          |           |           |
| Martínez 88’ Acerbi 110’ | Marcatori | 38’ Jurić |

## Statistiche

### Statistiche di squadra
| Competizione | Punti | In casa | In casa | In casa | In casa | In casa | In casa | In trasferta | In trasferta | In trasferta | In trasferta | In trasferta | In trasferta | Totale | Totale | Totale | Totale | Totale | Totale | DR |
| Competizione | Punti | G       | V       | N       | P       | Gf      | Gs      | G            | V            | N            | P            | Gf           | Gs           | G      | V      | N      | P      | Gf     | Gs     | DR |
| ------------ | ----- | ------- | ------- | ------- | ------- | ------- | ------- | ------------ | ------------ | ------------ | ------------ | ------------ | ------------ | ------ | ------ | ------ | ------ | ------ | ------ | -- |
| Serie B      | 48    | 16      | 8       | 2       | 6       | 20      | 14      | 17           | 5            | 7            | 5            | 19           | 21           | 33     | 13     | 9      | 11     | 39     | 35     | +4 |
| Play-off     | -     |         |         |         |         |         |         |              |              |              | 0            |              |              |        |        |        |        |        |        |    |
| Coppa Italia | -     | 1       | 1       | 0       | 0       | 1       | 0       | 2            | 1            | 0            | 1            | 3            | 2            | 3      | 2      | 0      | 1      | 4      | 2      | +2 |
| Totale       | 48    | 17      | 9       | 2       | 6       | 21      | 14      | 19           | 6            | 7            | 6            | 22           | 23           | 36     | 45     | 9      | 12     | 39     | 35     | +6 |

### Andamento in campionato
| Giornata  | 1  | 2  | 3 | 4  | 5  | 6 | 7 | 8 | 9 | 10 | 11 | 12 | 13 | 14 | 15 | 16 | 17 | 18 | 19 | 20 | 21 | 22 | 23 | 24 | 25 | 26 | 27 | 28 | 29 | 30 | 31 | 32 | 33 | 34 | 35 | 36 | 37 | 38 |
| --------- | -- | -- | - | -- | -- | - | - | - | - | -- | -- | -- | -- | -- | -- | -- | -- | -- | -- | -- | -- | -- | -- | -- | -- | -- | -- | -- | -- | -- | -- | -- | -- | -- | -- | -- | -- | -- |
| Luogo     | C  | T  | C | T  | C  | T | C | T | C | T  | C  | T  | C  | C  | T  | C  | T  | C  | T  | T  | C  | T  | C  | T  | C  | T  | C  | T  | C  | T  | C  | T  | T  | C  | T  | C  | T  | C  |
| Risultato | N  | N  | V | N  | P  | V | V | N | V | P  | V  | P  | V  | P  | N  | P  | V  | P  | N  | P  | V  | P  | V  | N  | P  | V  | P  | V  | N  | P  | V  | V  | N  | V  | N  | V  | V  | V  |
| Posizione | 10 | 14 | 7 | 10 | 14 | 9 | 6 | 7 | 6 | 8  | 6  | 6  | 4  | 6  | 4  | 7  | 6  | 6  | 6  | 9  | 7  | 10 | 8  | 8  | 10 | 7  | 8  | 7  | 8  | 8  | 7  | 7  | 6  | 5  | 5  | 5  | 5  | 4  |

Legenda:

Luogo: C = Casa; T = Trasferta. Risultato: V = Vittoria; N = Pareggio; P = Sconfitta.

### Statistiche dei giocatori
Sono in corsivo i calciatori che hanno lasciato la società a stagione in corso.
| Giocatore      | Serie B  | Serie B | Serie B     | Serie B    | Coppa Italia | Coppa Italia | Coppa Italia | Coppa Italia | Play-off | Play-off | Play-off    | Play-off   | Totale   | Totale | Totale      | Totale     |
| Giocatore      | Presenze | Reti    | Ammonizioni | Espulsioni | Presenze     | Reti         | Ammonizioni  | Espulsioni   | Presenze | Reti     | Ammonizioni | Espulsioni | Presenze | Reti   | Ammonizioni | Espulsioni |
| -------------- | -------- | ------- | ----------- | ---------- | ------------ | ------------ | ------------ | ------------ | -------- | -------- | ----------- | ---------- | -------- | ------ | ----------- | ---------- |
| C. Ansaldi     | 20       | 1       | 2           | 0          | 1            | 0            | 0            | 0            | 0        | 0        | 0           | 0          | 21       | 1      | 2           | 0          |
| B. Balogh      | 14       | 0       | 3           | 0          | 2            | 0            | 0            | 0            | 0        | 0        | 0           | 0          | 16       | 0      | 3           | 0          |
| A. Benedycazk  | 31       | 6       | 2           | 0          | 3            | 1            | 0            | 0            | 2        | 1        | 0           | 0          | 36       | 8      | 2           | 0          |
| A. Bernabé     | 28       | 1       | 5           | 0          | 2            | 0            | 1            | 0            | 2        | 0        | 0           | 0          | 32       | 1      | 6           | 0          |
| A. Bonny       | 23       | 1       | 4           | 0          | 2            | 0            | 0            | 0            | 2        | 0        | 0           | 0          | 27       | 1      | 4           | 0          |
| G. Buffon      | 16       | -22     | 0           | 0          | 1            | -2           | 0            | 0            | 1        | 0        | 0           | 0          | 18       | -24    | 0           | 0          |
| D. Camara      | 21       | 4       | 5           | 1          | 2            | 1            | 1            | 0            | 1        | 0        | 0           | 0          | 24       | 5      | 6           | 1          |
| G. Charpentier | 8        | 0       | 0           | 0          | 1            | 0            | 0            | 0            | 0        | 0        | 0           | 0          | 9        | 0      | 0           | 0          |
| L. Chichizola  | 17       | -13     | 2           | 0          | 1            | 0            | 0            | 0            | 2        | -3       | 1           | 0          | 20       | -16    | 3           | 0          |
| A. Circati     | 13       | 0       | 1           | 1          | 2            | 0            | 0            | 0            | 1        | 0        | 0           | 0          | 16       | 0      | 1           | 1          |
| E. Cobbaut     | 9        | 0       | 1           | 1          | 0            | 0            | 0            | 0            | 2        | 0        | 0           | 0          | 11       | 0      | 1           | 1          |
| E. Corvi       | 5        | -4      | 0           | 0          | 1            | 0            | 0            | 0            | 0        | 0        | 0           | 0          | 6        | -4     | 0           | 0          |
| W. Coulibaly   | 17       | 1       | 6           | 0          | 2            | 0            | 0            | 0            | 2        | 0        | 0           | 0          | 21       | 1      | 6           | 0          |
| E. Delprato    | 33       | 3       | 6           | 0          | 3            | 0            | 0            | 0            | 2        | 0        | 0           | 0          | 38       | 3      | 6           | 0          |
| N. Estévez     | 34       | 1       | 7           | 1          | 3            | 0            | 0            | 0            | 2        | 0        | 1           | 0          | 39       | 1      | 8           | 1          |
| A. Hainaut     | 13       | 0       | 2           | 1          | 2            | 0            | 0            | 0            | 0        | 0        | 0           | 0          | 15       | 0      | 2           | 1          |
| R. Inglese     | 24       | 4       | 1           | 0          | 2            | 0            | 0            | 0            | 0        | 0        | 0           | 0          | 26       | 4      | 1           | 0          |
| S. Jurić       | 29       | 0       | 7           | 0          | 3            | 1            | 0            | 0            | 1        | 0        | 0           | 0          | 33       | 1      | 7           | 0          |
| D. Man         | 27       | 6       | 1           | 0          | 2            | 0            | 0            | 0            | 2        | 0        | 1           | 0          | 31       | 6      | 2           | 0          |
| V. Mihăilă     | 15       | 2       | 2           | 0          | 2            | 1            | 0            | 0            | 2        | 0        | 1           | 0          | 19       | 3      | 3           | 0          |
| J. Oosterwolde | 18       | 1       | 5           | 1          | 1            | 0            | 0            | 0            | 0        | 0        | 0           | 0          | 19       | 1      | 5           | 1          |
| Y. Osorio      | 24       | 0       | 3           | 0          | 1            | 0            | 0            | 0            | 2        | 0        | 1           | 0          | 27       | 0      | 4           | 0          |
| S. Romagnoli   | 6        | 0       | 0           | 0          | 1            | 0            | 0            | 0            | 0        | 0        | 0           | 0          | 7        | 0      | 0           | 0          |
| D. Šits        | 2        | 0       | 0           | 0          | 1            | 0            | 0            | 0            | 0        | 0        | 0           | 0          | 3        | 0      | 0           | 0          |
| S. Sohm        | 26       | 0       | 5           | 0          | 3            | 0            | 0            | 0            | 2        | 1        | 0           | 0          | 31       | 1      | 5           | 0          |
| G. Tutino      | 17       | 2       | 1           | 0          | 0            | 0            | 0            | 0            | 0        | 0        | 0           | 0          | 17       | 2      | 1           | 0          |
| L. Valenti     | 24       | 1       | 6           | 1          | 2            | 0            | 0            | 0            | 0        | 0        | 0           | 0          | 26       | 1      | 6           | 1          |
| F. Vázquez     | 35       | 11      | 6           | 0          | 1            | 0            | 0            | 0            | 2        | 0        | 1           | 0          | 38       | 11     | 7           | 0          |
| V. Zagaritīs   | 13       | 0       | 3           | 0          | 1            | 0            | 1            | 0            | 0        | 0        | 0           | 0          | 14       | 0      | 4           | 0          |
| L. Zanimacchia | 15       | 1       | 2           | 0          | 0            | 0            | 0            | 0            | 2        | 0        | 1           | 0          | 17       | 1      | 3           | 0          |